# Єгіндикольський сільський округ (Єгіндикольський район)
Єгіндико́льський сільський округ (каз. Егіндікөл ауылдық округі, рос. Егиндыкольский сельский округ) — адміністративна одиниця у складі Єгіндикольського району Акмолинської області Казахстану. Адміністративний центр та єдиний населений пункт — село Єгіндиколь.
Населення — 2820 осіб (2021; 3285 у 2009, 3522 у 1999, 4123 у 1989).
Станом на 1989 рік існувала Краснознаменська сільська рада (село Краснознаменське, селище Степняк).

## Склад
До складу адміністрації входять такі населені пункти:
| Населений пункт           | Колишні назви    | Населення, осіб (1989) | Населення, осіб (1999) | Населення, осіб (2009) | Населення, осіб (2021) |
| ------------------------- | ---------------- | ---------------------- | ---------------------- | ---------------------- | ---------------------- |
| Єгіндиколь, село          | Краснознаменське | 4052                   | 3522                   | 3285                   | 2820                   |
| Степняк, станційне селище | -                | 71                     | -                      | -                      | -                      |